# Bernhard Middelboe (konstnär)

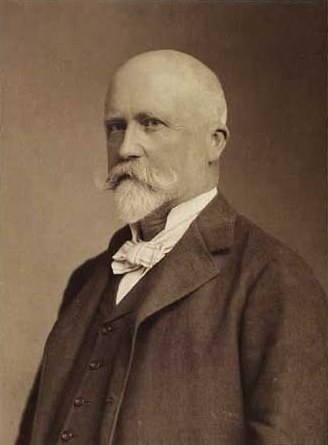
Bernhard Middelboe.

Bernhard Ulrik Middelboe, född den 31 mars 1850 i Ribe, död den 12 november 1931 på Frederiksberg i Köpenhamn, var en dansk reproduktionstekniker och målare. 
Han var son till justitierådet Christian Middelboe och Caroline Christiane Giörtz och från 1880 gift med Hilda Horndahl från Sverige och var sonson till sjöofficeren Bernhard Middelboe, bror till sjöofficeren Christian Giørtz Middelboe, far till fotbollsspelarna Kristian, Einar och Nils Middelboe.
Middelboe vann 1877 den neuhausenska belöningen med sin målning Scen ur Ewalds liv (prästen uppläser bönen för den döende skalden). Han vistades somrarna 1880-1891 på sin hustrus gård vid Flundrup i Arild och många av hans målade motiv från Kullen och Arild tillkom då, men även i hans 1920-tals produktion återfinner man svenska motiv som han fångade upp på 1800-talet. Därefter var han verksam i synnerhet som porträttmålare.